# Seres Iluminados (taoísmo)

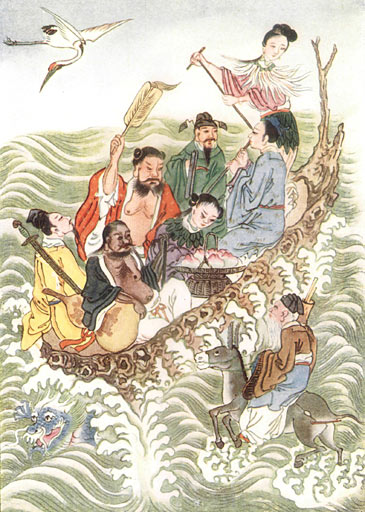
Los ocho inmortales (Ba Xian) cruzando el mar.

Seres Iluminados es una traducción[cita requerida] del término chino xianren (仙人, o shenxian).[cita requerida] Este ideograma chino está compuesto por dos ideogramas que significan respectivamente persona (人) y montaña (山). La combinación de los dos recibe generalmente la traducción de "Inmortales" o de santos taoístas.
Este signo parece primero haber sido utilizado en competencia con 僊 xiān, que tiene lugar del elemento de montaña (xiān) del carácter qīan (遷) significando Mover o movimiento. Los diccionarios de la dinastía Han Shuowen Jiezi '(~ 121), que contienen 僊, y Shiming (~200), que contienen 仙, ambos dan las siguientes definiciones: "vivir mucho tiempo sin morir; ir"; el Shiming dice, "para ir a las montañas". La primera tierra de la inmortalidad eran islas montañosas míticas en el Mar Amarillo.
Los "inmortales" en la cultura oriental (entendiéndose cómo seres iluminados  o en proceso de iluminación avanzada, que producto de sus conocimientos y/o técnicas místicas obtenidas, pueden vivir por un gran periodo de tiempo); y que por ello destacan en la mitología de Cultura China por poseer unos fantásticos poderes sobrenaturales y dimensiones cosmológicas, cuyo estado trasciende la oposición entre la vida y la muerte, al vivir por periodos extremadamente largos (inmortalidad física); 
y posteriormente a través del taoísmo, llegando el concepto de inmortalidad espiritual (inmortalidad taoísta). 
Es evidente en el ideal de una transformación que se produce en el inmortal consiguiendo la vida a través de un estilo de vida saludable y una ascesis específica, ayudado por el consumo de hierbas y pociones que alargan la vida y que se encuentran en los lugares mágicos llamados "cuevas celestes" y "tierra de la Felicidad", principales lugares de residencia de estos seres fantásticos.
La creencia en los inmortales antes del nacimiento del taoísmo por lo menos en su versión deísta se han convertido en un elemento esencial de la Han oriental. Anteriormente, habían estado en el centro de las actuales Fangxiandao, «Camino de los magos e inmortales», aparecieron en el Período de los Reinos Combatientes en el país Qi y Yan al lado del Mar de Bohai. Los inmortales pertenecen al conjunto de los dioses de la religión china, colectivamente conocida shenxian, «dioses e inmortales».

## Representación
Por lo general, invisible en su forma real para los humanos comunes, que son descritos por Ge Hong en el "Baopuzi" con pupilas cuadradas, enormes lóbulos, a veces la cabeza de serpiente, un abrigo de plumas, montados en gruyas y dragones. Ellos poseen el don de la metamorfosis y la ubicuidad, aparecen o desaparecen a voluntad en un estallido de luz. Pueden iluminar una habitación oscura.

### Elementoschamanistas

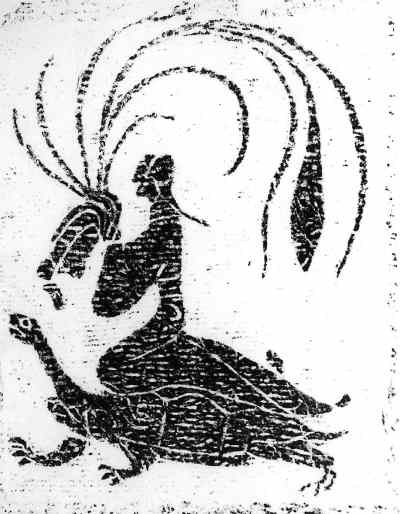
"Un inmortal (xian) manejando a una tortuga", dibujo de la Dinastía Han en Qilingang (麒麟岗), Xijiao (西郊), Ciudad Nanyang (南阳市), Hebei.

Como los chamanes, son maestros de los elementos y pueden tomar forma animal. Por lo tanto, los ocho inmortales del príncipe de Huainan por sentado tienen el poder de traer viento y la lluvia así como el aumento de las nubes y nieblas. Los inmortales fueron similares a las aves y criaturas acuáticas con los que a menudo son comparados y tienen poderes asociados.
En el primer capítulo de Zhuang Zi, el santo taoísta es un enorme pájaro que llega al fin del mundo con un golpe de sus alas, pero también un pez oculto en las aguas profundas. Tienen huesos ligeros, un abrigo de plumas, a menudo se oculta en el cielo o sube a las alturas de las montañas. Cuando los seres humanos se convierten en inmortales desaparecen, a veces sus sandalias, bastón o espada se transforman en pájaros. El Baopu Zi los compara en su parte inmortal con una tortuga al acecho profundamente en el agua, o una carpa luminosa nadando en un río de cinabrio.

### Conceptos taoístas
Desde el siglo III, los inmortales en el taoísmo, que se han convertido claramente en taoístas pueden encarnar la diferenciación de origen primario. A veces visibles e invisibles, aparecen aquí y allá a la vez, en movimiento pero sin forma o cuerpo. Por lo general son difíciles de alcanzar en movimiento, solo dejan lugares en los que se basan las dualidades, como gnomon en el centro del mundo. Su constante movimiento de ascenso y descenso representan los de la respiración qì que se eleva y dào que desciende en forma de textos sagrados que difieren a los seguidores con mayores méritos.
Cuando muestran la forma humana, sus identidades son variables, su origen desconocido. Sin individualidad, pueden entrar en el bosque, sin llamar la atención de los animales. Nos imaginamos que viven en ambas alturas o entre las estrellas en las cuevas de las entrañas de la tierra, que también se comunican con el cielo.

## Tierras de inmortalidad

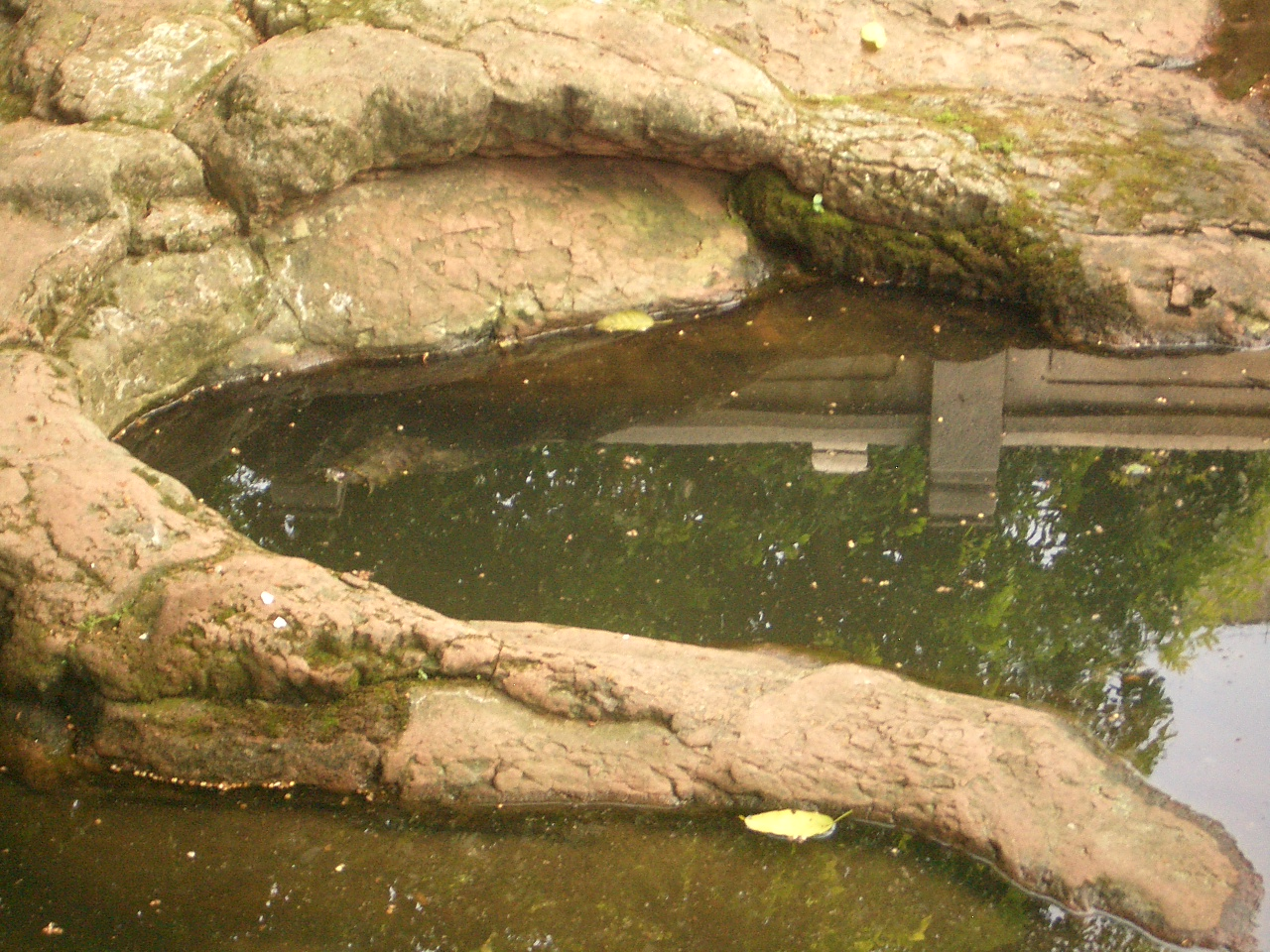
Una pequeña charca, descrita como la pisada de un inmortal, en el patio del Templo de los cinco inmortales (Guangzhou).

La forma del carácter xian indica que los inmortales en sus orígenes vivían en las montañas o en islas montañosas. Los inmortales de la época imperial también frecuentan las montañas, especialmente las míticas montaña Kunlun, sino también en las estrellas, el fondo del mar, las cuevas que se comunican con el cielo, y las islas del mar Oriental, estas últimas especialmente popular en la época de los Reinos Combatientes y a principios del imperio. Qin Shi Huang envió expediciones en busca de hierbas inmortales
La escuela taoísta más importante hoy en día, la rama Longmen de Quanzen, designa como tierra de la inmortalidad diez continentes y tres islas, así como diez cuevas celestiales. De las tres islas Penglai y Fangzhang son conocidas desde los inicios de la era cristiana. La tercera, otras veces denominada Yingzhou, ha tomado el nombre de Kunlun, en sus orígenes un conjunto de montañas situadas en el oeste de China. Residencia del Gobernador de la tierra, este alberga una fuente de vino que prolonga la vida. En Fangzhang reside el Gobernador que gobierna a los dioses del agua y de los animales acuáticos que incluyen dragones y serpientes. Siendo Penglai, la residencia más importante la del Gobernador del cielo se comunica con los superiores nueve cielos. Yu el Grande habría ido allí después de sus hazañas de ascender al cielo.

## Convertirse en inmortal
Originalmente, la búsqueda de la inmortalidad implica esencialmente el trabajo sobre el cuerpo (inmortalidad física), incluyendo unos requisitos dietéticos especiales, un gimnasio y el uso de hierbas o elixires, coincidentes con ejercicios espirituales de meditación taoísta. Con el desarrollo del taoísmo institucional, a la práctica individual a menudo se suma la exigencia de respeto a la comunidad, la conducta moral y las buenas obras (de forma equivalente a la conducta dhármica que se debe seguir en el hinduismo y el budismo); derivando así todo ello a lograr la meta de alcanzar la inmortalidad espiritual.
Las técnicas corporales de la respecto a la "inmortalidad" física, varían en detalles específicos y, a menudo en una escuela o según el maestro, se pueden agrupar en varias amplias categorías: la dieta, la alquimia externa con elixires o pastillas de absorción externos, y la  alquimia interna por la visualización, y la gimnasia.
Para su desarrollo se suele combinan varias  de las técnicas mencionadas. Según la tradición, se puede acceder al estado inmortal al deshacerse de la muerte en su cuerpo como una serpiente de su piel, pero los más dotados se metamorfosean hasta vivir en el cielo toda su vida. Las creencias populares, están impregnadas de valores comunitarios, a veces se imaginan volando con sus familias y sus animales, de ahí el dicho: "Cuando una persona recibe el Dao, [incluso] sus pollos y sus perros van al cielo" (todo el grupo se beneficia de la promoción de uno de sus miembros).

### Técnicas externas
De acuerdo con un pasaje de la 'Zhuang Zi', el estribillo inmortal de las cinco semillas (arroz, mijo, trigo, avena y frijol), alimentándose de viento y rocío. Las semillas con las que se alimenta la gente común se supone que deben contener el cuerpo en descomposición en el interior y, además, espiar y denunciar los pecados de la persona que es el hogar de las deidades, reduciendo aún más sus posibilidades de vivir mucho tiempo.
La creencia en la existencia de hierbas que alargan la vida en la tierra de la inmortalidad es atestiguada desde los Reinos Combatientes. La fabricación alquímica de Jindan se hizo más y más popular en la dinastía Han del Este y alcanzó su cenit bajo el Dinastía Tang con el « elixir oro» o « elixir de la vuelta [a la unidad primordial]». Sin embargo, bajo la misma dinastía se realizó además de la alquimia externa, probablemente más peligrosa que beneficiosa, que fue abandonada poco a poco a favor de la alquimia interna dominante en la dinastía Song.

### Técnicas internas

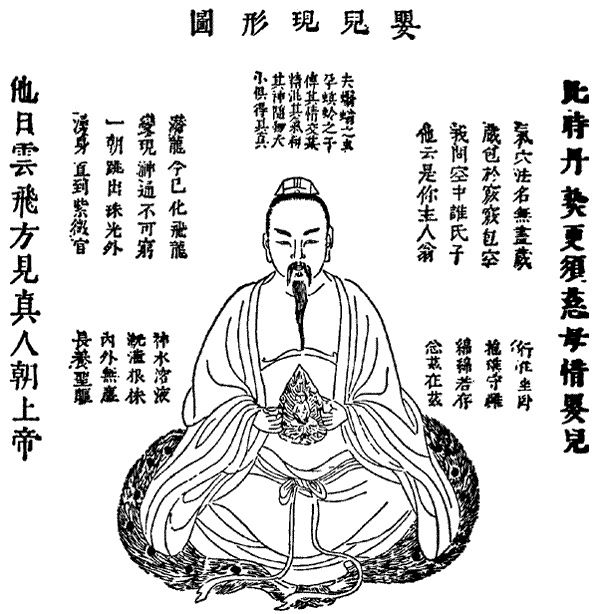
Metáfora: imagen de taoísta generando un nuevo cuerpo espiritual a través de la práctica del tao yin.

El trabajo de la respiración lianqi que había aparecido ya en la alquimia externa. Se encuentra en trazas en el trabajo Tai Yi Jin Hua Zong Zhi, en el Yuan Qu, o en el Zhuang Zi en cuanto al daoyin, una especie de gimnasia.
Incluye ejercicios de respiración para « rechazar lo antiguo e introducir lo nuevo», gimnasia suave o artes marciales que extienden la práctica del qigong más allá de la comunidad taoísta y las visualizaciones del cuerpo, como en la que el practicante captura la esencia del sol y la luna y ve sus ojos y su respiración convertidos en espejos, los nodos de los meridianos mediante la respiración se iluminan y aclaran sus órganos.

### Otros
Los ritos realizados por un maestro taoísta pueden ayudar a recorrer el camino de la inmortalidad. Las escuelas que han configurado una vía, no dejan de recordar a sus seguidores que las técnicas son ineficaces sin un buen comportamiento. Este concepto es especialmente importante en China, donde se considera que los dioses son mortales divinizados por su virtud.

## Jerarquía de los inmortales
Los humanos antiguos o, a veces formado por la concreción qi, y los dioses taoístas inmortales no son un panteón cerrado, sino una colección en constante expansión. Cada escuela puede tener una lista y una clasificación diferente. Así la escuela Shangqing creada por Tao Hongjing, "Jerarquía de los espíritus perfectos" es bastante bien conocida.
Para la escuela moderna "Quanzhen", el grado más alto es el oro inmortal que reside en el cielo superior "Daluo" con los orígenes puros, el primero de los Tres Puros, deidades supremas.
Lao Zi está considerado por los taoístas un ser iluminado. Sus textos son estudiados a partir de esta comprensión como orientaciones para quien quiere seguir este camino.